# Minnedosa Lake
Minnedosa Lake är en sjö i Kanada.   Den ligger i provinsen Manitoba, i den sydöstra delen av landet, 1 900 km väster om huvudstaden Ottawa. Minnedosa Lake ligger 510 meter över havet. Arean är 0,84 kvadratkilometer. Den sträcker sig 2,6 kilometer i nord-sydlig riktning, och 0,7 kilometer i öst-västlig riktning.
Trakten runt Minnedosa Lake består till största delen av jordbruksmark. Trakten runt Minnedosa Lake är nära nog obefolkad, med mindre än två invånare per kvadratkilometer.